# Самушкино (Чувашия)
Саму́шкино (чув. Самушкӑ) — деревня в Аликовском муниципальном округе Чувашской Республики. Входила в состав Яндобинского сельского поселения до его упразднения в 2022 году.

## География
Самушкино расположено восточнее административного центра Аликовского района на 12 км. Рядом с деревней протекает речка Сорма.

### Климат
Климат умеренно континентальный с продолжительной холодной зимой и тёплым летом. Средняя температура января −14,6 °C, июля 19,2 °C, абсолютный минимум достигал −47 °C, абсолютный максимум 42 °C. За год в среднем выпадает до 552 мм осадков.

## Население
| 2010 | 2012 |
| ---- | ---- |
| 75   | ↗98  |

## История
С 1917 по 1927 годы входила в Асакассинскую волость Ядринского уезда. До 1927 года было известна как Малая Сорма (Пĕчĕк Сурăм).
1 ноября 1927 года вошло в Аликовский район, а 20 декабря 1962 года включено в Вурнарский район. С 14 марта 1965 года — снова в Аликовском.

## Средства массовой информации
- Газеты и журналы: Аликовская районная газета «Пурнăç çулĕпе» — «По жизненному пути»
- Телевидение:Население использует эфирное и спутниковое телевидение. Эфирное телевидение позволяет принимать национальный канал на чувашском и русском языках.

## Люди, связанные с Самушкино
- Ефимов, Мирон Ефимович — уроженец села, лётчик-штурмовик, Герой Советского Союза.